# Медаль обороны (Великобритания)
Медаль обороны (англ. Defence Medal) — медаль, учреждённая Соединенным Королевством в мае 1945 года для награждения граждан Содружества, как за недействительную военную, так и за некоторые виды гражданской службы во время Второй мировой войны.

## Условия для награждения

### Род деятельности
Медалью награждались люди, проходившие неоперативную службу в вооруженных силах, отрядах местной обороны (ополчения), службе гражданской обороны и других утверждённых гражданских службах в период с 3 сентября 1939 по 8 мая 1945 года (по 2 сентября 1945 года для служивших на определённых территориях на Дальнем Востоке и в Тихоокеанском регионе), с более ранней крайней датой для служащих, вышедших из состава указанных служб до мая 1945 года.

#### Военнослужащие
В Соединённом Королевстве к числу лиц, имеющих право на награждение, относились военнослужащие, работавшие в штабах, на учебных базах и аэродромах во время войны в Европе с 3 сентября 1939 года по 8 мая 1945 года, а также служившие в ополчении во время его существования с 14 мая 1940 по 31 декабря 1944 года. Медаль вручалась и за неоперативную службу в доминионах Содружества и в британских колониях.
Те, кто получил одну или несколько почётных звёзд Второй мировой, также могли быть награждены медалью.

### Гражданские служащие
Основание для награждения была та гражданская служба, сотрудники которых имели право на получение шевронов за военную службу. Среди них работники:
- служб гражданской обороны, созданных государственным департаментом или местным органом власти, так то:
  - охраны, включая надзирателей приютов;
  - спасения, в том числе бывшая служба первой помощи;
  - разминирования;
  - отчётности и контроля;
  - сообщения;
  - скорой помощи, включая водителей;
  - первой медицинской помощи, включающая работников медпунктов, общественных очистных центров, мобильных очистных пункты и сестринских служб для общественных бомбоубежищ.
- служб гражданской обороны местных органов власти:
  - центров отдыха;
  - экстренного питания, включая конвои королевских курьеров;
  - столовых;
  - экстренной информации;
  - моргов.
- национальной пожарной службы[англ.], включая пожарные команды местных органов власти или вспомогательную пожарную службу[англ.] до национализации.
- полиции, включая специальную полицию[англ.] (с трехлётним стажем), специальный резерв Королевской морской полиции, гражданскую полицию Адмиралтейства, полицию военного министерства, полицию министерства авиации, железнодорожную полицию и доковую полицию.
- американской службу скорой помощи в Великобритании[англ.].
- гражданской авиации.
- резерва гражданской обороны, мобильного резерва гражданской обороны графства Кент и мобильного резерва гражданской обороны Западного Суссекса.
- гражданского сестринского резерва.
- гражданского технического корпуса.
- Его Величество береговой охраны[англ.].
- смотрители маяков, не имевшие права на получение Звезды 1939–1945.
- клайдского речного патруля.
- королевского корпус наблюдателей[англ.].
- женской волонёрской службы[англ.] гражданской обороны, если они:
  - были зачислены в соответствующую службу гражданской обороны местных органов власти;
  - выполняли обязанности, аналогичные обязанностям одной из соответствующих местных служб гражданской обороны, а также если подразделение, к которому они принадлежали, выполняли оперативную работу во время или сразу после вражеских атак.[1]

### Срок службы
Продолжительность квалификационной службы, необходимая для награждения Медалью обороны, варьировалась в зависимости от того, где где служил человек:
- Для лиц, проживающих в Соединённом Королевства, данный срок составляло 1080 дней (три года) или 90 дней (три месяца) службы в подразделении по обезвреживанию мин и бомб на 8 мая 1945 года.
- За границей, в зонах, не подвергавшихся воздушным налётам и не находившихся под серьёзной военной угрозой, срок составлял 360 дней (один год), в некоторых районах до 2 сентября 1945 года (окончание война на Тихом океане)[2][5][4]:
- В зоне, подвергающейся воздушному налёту или находящейся под серьёзной военной угрозой, срок составлял 180 дней (шесть месяцев). То же самое относилось к иностранным гражданам Британского Содружества, служившим в отрядах местной обороны.

Канадцам награждались обычно за шестимесячную службу в Великобритании с 3 сентября 1939 года по 8 мая 1945 года.
Военнослужащие Британской индийской армии вместе британской Медали обороны, получали её индийский вариант.

### Специальные критерии
Вне зависимости от срока службы Медалью награждались:
- погибшие от рук противника при исполнении служебных обязанностей или получившие нашивки за ранение;
- удостоившись наград за храбрость, в том числе Королевской благодарностью за храбрость[англ.] или Королевской благодарностью за авиационные отличия[англ.], при условии, что они были даны за службу, дающей право также и на получение Медали обороны;
- награждённые крестом или медалью Георга, даже если на момент их получения они не условиям награждения Медалью обороны.

## Описание награды
Медаль обороны представляет собой диск диаметром 36 миллиметров (1,42 дюйма). Медали выпущенные в Британии чеканились из медно-никелевого сплава, а в Канаде — из серебра.
На аверсе гравёра Хамфри Пэджетом изображён повёрнутый влево профиль короля Георга VI без короны. По его периметру надпись «GEORGIVS VI D:G:BR:OMN:REX F:D:IND:IMP» («Георгий VI, милостью Божиею, король всей Британии, Защитник Веры, император Индии»).
На реверсе гравёра Гарольда Паркера изображена королевская корона, покоящаяся на деревце дуба, в окружении льва и львицы над стилизованными волнами. Вверху слева указан год «1939», а справа — «1945», внизу надпись «THE DEFENCE MEDAL» в две строки.
Британская палата общин решила, что медали Второй мировой войны для британских войск, будут вручаться безымянными. Медали служащим из Австралии, Индии и Южной Африки имя и место службы получателя содержали.

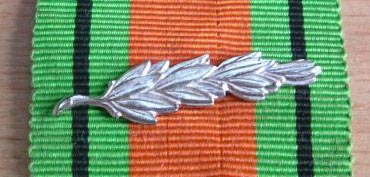
Значок Королевской благодарности за храбрость

Лента шириной 32 миллиметра с чередующимися зелёными (шириной 4½ миллиметра), чёрной (шириной 1 миллиметр) полосами, разделённых оранжевой полосой шириной 12 миллиметров. Оранжевая центральная полоса цвета пламени символизирует атаки противника на зелёную и прекрасную землю Британии, а узкие чёрные полосы — отключение электроэнергии из-за воздушных атак.
Удостоенные Королевской благодарности за храбрость имеют право на получение медали с серебряной лавровой ветвью.
Внешний вид ленты для Медали обороны, а так же для звёзд Второй мировой войны, за исключением Арктической, был разработан королём Георгом VI.